# Comité Nacional de Huelgas de Bielorrusia
El Comité nacional de huelgas de Belarús (Stachkom) - es una organización bielorrusa no registrada cuya tarea principal es la defensa de los derechos de los ciudadanos (incluida la organización de campañas de protestación contra la violación de derechos e intereses legales de los ciudadanos).
El Comité de huelgas de los empresarios de la República de Belarús está vigente desde el año 1996. El 25 de noviembre de 2003 en su base fue creado el Comité nacional de huelgas de Bielorrusia.
Desde el momento de la fundación su presidente es el empresario y exprisionero político Valery Levonevsky. Durante su encarcelamiento desde el 1 de mayo de 2004 hasta el 15 de mayo de 2006 las obligaciones del presidente de Stachkom las ejerció su hijo Vladimir Levonevsky.

## Las acciones de protesta
El 1 de enero de 2000 – una huelga de cinco días de los empresarios de Bielorrusia. A eso de 100 miles de huelguistas.
El 31 de enero de 2000 – en Minsk hubo un mitin de empresarios. La resolución del mitin contenía no sólo exigencias económicas, sino también políticas (dimisión del ministro de actividad empresarial).
El 1 de febrero de 2000 – los empresarios de la mayoría de mercadillos de Bielorrusia empezaron una huelga sin plazo que fue interrumpida el 12 de febrero.
El 23 de noviembre de 2000 – una huelga de aviso de empresarios privados soportada por más de 150 miles de personas.
El 1 de enero de 2001 – una huelga de cinco días de empresarios de Bielorrusia en la que participaron a eso de 200 miles de personas.
8 de mayo de 2001 – hubo una huelga política nacional de empresarios. En la huelga participaron más de 90 miles de empresarios y personas asalariadas.
El 18 de mayo de 2001 – hubo una huelga política republicana de empresarios individuales que fue sincronizada a la segunda reunión nacional de Bielorrusia que pasó aquel día en Minsk.
El 20 de junio de 2002 – una huelga de empresarios en la ciudad de Grodno. Todos los mercados de la ciudad de Grodno no funcionaban.
El 31 de julio de 2002 – en la Rebública de Belarús hubo una huelga de aviso de un día de empresarios individuales. En la campaña participaron según estimaciones diferentes de 100 a 150 miles de empresarios y personas asalariadas.
El 26 de agosto de 2002 – en la ciudad de Minsk hubo un mitin en defensa de derechos económicos y diversos de empresarios. Llegaron al mitin más de 2000 personas.
El 11 de septiembre de 2002 – hubo una huelga nacional de un día de empresarios de la República de Belarús. En la huelga participaron a eso de 160 miles de empresarios y personas asalariadas prácticamente de todas las ciudades de la República de Belarús.
El 12 de septiembre de 2002 – fue anunciada la campaña nacional de objeción de conciencia. La campaña está vigente hasta hoy día.
El 1 de octubre de 2002 – una huelga nacional de empresarios de la República de Belarús con un cese de pagos de impuestos y otros pagos al presupuesto. En la huelga participan según estimaciones diferentes de 120 a 190 miles de empresarios y personas asalariadas prácticamente de todas las ciudades de la República de Belarús. La huelga duró 10 días.
El 19 de diciembre de 2002 – una huelga de empresarios en Grodno con la exigencia de dimisión del presidente vigente Lukashenko. Más de 4000 empresarios apoyaron la exigencia y no salieron al trabajo.
El 22 de enero de 2003 – una huelga de un día de empresarios en la ciudad de Grodno. No funcionaban los mercados principales y los minimercados de la ciudad, más de 8000 personas participaron en esta campaña.
El 27 de febrero de 2003 – el Comité de Huelgas de Empresarios junto con las estructuras empresariales organizó un mitin en defensa de derechos de los empresarios.
El 12 de marzo de 2003 – El Comité de Huelgas de Empresarios junto con algunas organizaciones organizó una Marcha Nacional “Por una vida mejor”.
El 1 de abril de 2003 – la campaña “Visita al Parlamento”. A principios de esta campaña fue detenido y condenado a 15 días Valery Levonevsky.
El 25 de septiembre de 2003 – huelga nacional de empresarios de Bielorrusia. A eso de 50% de empresarios de Bielorrusia participaron en esta campaña.
El 1 de mayo de 2004 – manifestación en el centro de la ciudad de Grodno. La cantidad de participantes es a eso de 4 miles de personas. Este día fue detenido para 15 días y después condenado a 2 años de prisión el presidente del Comité de Huelgas Valery Levonevsky.
El 3 de mayo de 2004 – mitin de empresarios en la plaza de Lenin en Grodno en el que participaron a eso de 1,5 miles de empresarios. Este día por los agentes de civil fue detenido y después condenado a 13 días Vladimir Levonevsky por la organización de campañas de protestación.
El 25 de marzo de 2007 – una huelga de aviso de un día de empresarios en Minsk.

## Otras actividades
Una de las direcciones de la actividad del Comité de Huelgas es la ayuda a los penados. Así, por ejemplo, en el septiembre de 2005 Stachkom entregó libros, inventario deportivo y otras cosas útiles a la colonia penal de Ivatsevich Nu. 22. Se crean las secciones de Stachkom en las prisiones – para el marzo del año 2005 en cinco prisiones bielorrusas fueron formadas tales secciones.